# Henri Perrier de la Bâthie
Henri Perrier de La Bâthie (Joseph Marie Henri Alfred Henri Perrier de La Bâthie, amb els noms complets) (Chambéryo Saint-Pierre d'Albigny, 11 d'agost de 1873 - Chambéry, 2 d'octubre de 1958) fou un botànic francès.
Fill de Pierre Perrier de La Bâthie (1825-1916) i nebot del baró Eugène Perrier de la Bâthie (autor d'un Catàleg raonat de les plantes vasculars de Savoia que va marcar la fitogeografia dels Alps quan es va publicar).
Estudia la flora de Madagascar, descrivint i publicant nombroses espècies. Entre les seves publicacions, cal citar les seves nombroses contribucions (del 1936 al 1955), com La Flore de Madagascar (més tard rebatejada Flore de Madagascar et des Comores), així com La Végétation malgache (1921) i Biogéographies des Plantes de Madagascar (1936).
El nom de Perrier de La Bâthie s'associa a una gran controvèrsia: el de l'erradicació de la figuera de moro (Opuntia ficus-indica) al sud de Madagascar, per la introducció voluntària el 1925 d'un insecte depredador, una cotxinilla. Les conseqüències d'aquesta erradicació llampec d'una planta amb virtuts alimentàries van ser nombroses i de vegades desastroses per a les poblacions considerades, en una regió sotmesa a fams periòdiques.
Fou membre de diverses societats erudites, incloses l'Académie de la Val d'Isère, la Société Linnéenne de Lyon (1822, membre vitalici), l'Académie Malagache, la Société botanique de France, etc. Va ser elegit el 1932 a l'Acadèmia de Ciències, “secció botànica”, amb el corresponent títol acadèmic. Fou membre fundador de l'Académie des sciences d'Outre-Mer el 1922.

## Eponímia
Erythrina perrieri, Ensete perrieri, Euphorbia perrieri, Podocarpus perrieri, Sartidia perrieri, Takhtajania perrieri (originalment Bubbia perrieri) i Xerosicyos perrieri.